# Авізо (корабель)

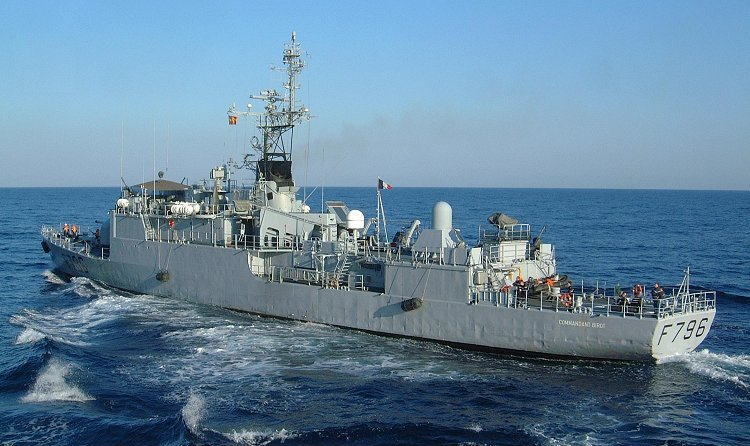
Французьке авізо (корвет) Командант Біро типу A69

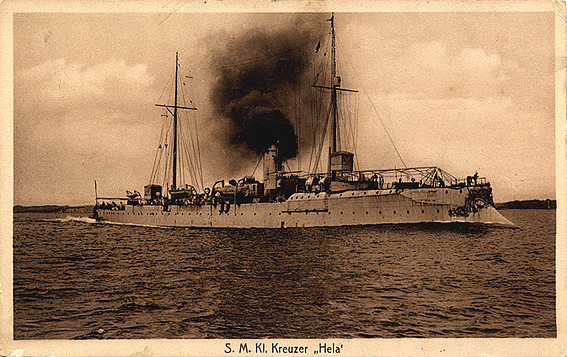
Німецьке авізо SMS «Hela» з кінця XIX ст.

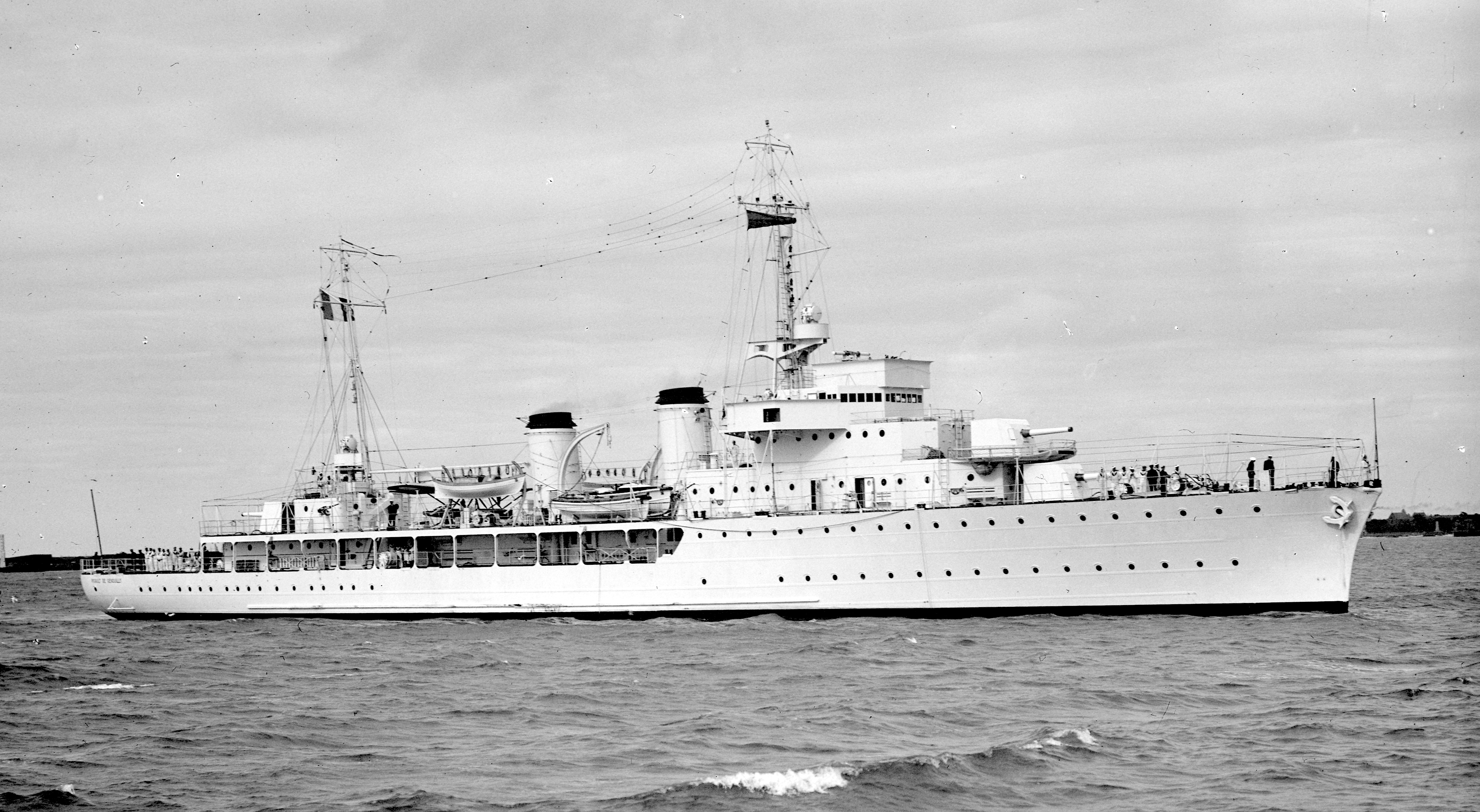
Французьке авізо типу «Бугенвіль» 1930-х рр.

Аві́зо (італ. aviso — повідомлення) — невелике військове, порівняно швидкохідне судно, яке використовувалось для розвідки та посильної служби в XVII—XX століттях.

## Італія
У XX ст. італійські авізо, до яких відносили ескортні кораблі, в 1957 були перекваліфіковані на фрегати. Використовувались, зокрема для охорони колоній.

## Польща
У польській термінології авізо в період двох світових воєн класифікувались як ескортні кораблі або канонерські човни.

## Росія
У російському флоті спеціально авізо не будувались, а з цією метою переважно використовувались застарілі судна.

## Франція
У XX ст. в ВМС Франції як авізо класифікувались кораблі, які у світі відомі, як патрульні, ескортні, канонерські човни, корвети. В міжвоєнний період та час 2-ї світової війни французькі авізо були тоннажністю 300—700 тонн, швидкістю 13–20 вузлів, озброєні двома гарматами калібру 100—138 мм або 4-ма гарматами калібру 100 мм.
Окремим класом були колоніальні авізо, які були краще озброєні і були призначені для далекого плавання, аби забезпечити охорону французьких колоній (перш за все авізо типу «Бугенвілль»).
Французькі авізо типу А69 класифікуються в НАТО як корвети.